# Lista över Nigers premiärministrar
Detta är en lista över Nigers regeringschefer.
| Namn                   | Ämbetsperiod                        |
| ---------------------- | ----------------------------------- |
| Djibo Bakary           | 20 maj 1957 – 10 oktober 1958       |
| Hamani Diori           | 18 december 1958 – 10 november 1960 |
| Mamane Oumarou         | 24 januari – 14 november 1983       |
| Hamid Algabid          | 14 november 1983 – 15 juli 1988     |
| Mamane Oumarou         | 15 juli 1988 – 20 december 1989     |
| Aliou Mahamidou        | 2 mars 1990 – 27 oktober 1991       |
| Amadou Cheiffou        | 27 oktober 1991 – 17 april 1993     |
| Mahamadou Issoufou     | 17 april 1993 – 28 september 1994   |
| Souley Abdoulaye       | 28 september 1994 – 8 februari 1995 |
| Amadou Cissé           | 8 februari – 21 februari 1995       |
| Hama Amadou            | 21 februari 1995 – 27 januari 1996  |
| Boukary Adji           | 30 januari 1996 – 21 december 1996  |
| Amadou Cissé           | 21 december 1996 – 27 november 1997 |
| Ibrahim Hassane Mayaki | 27 november 1997 – 3 januari 2000   |
| Hama Amadou            | 3 januari 2000 – 7 juni 2007        |
| Seyni Oumarou          | 7 juni 2007 – 23 september 2009     |
| Albadé Abouba          | 23 september 2009– 2 oktober 2009   |
| Ali Badjo Gamatié      | 2 oktober 2009 – 18 februari 2010   |
| Mahamadou Danda        | 23 februari 2010 – 7 april 2011     |
| Brigi Rafini           | 7 april 2011 – 2 april 2021         |
| Ouhoumoudou Mahamadou  | 3 april 2021 – 8 augusti 2023       |
| Ali Lamine Zeine       | 8 augusti 2023 –                    |